# ノーザンプレミアフットボールリーグ
ノーザンプレミアリーグ（The Northern Premier League）は、イングランドのアマチュアサッカリーグの一つ。「プレミアディヴィジョン」とその下の「ディヴィジョン1（イースト／ウェスト／ミッドランズ）」の2部で構成され、プレミアディヴィジョンが概ね20～24チーム（シーズンごとに異なる）、ディヴィジョン1はいずれも20チームずつの計80〜84チームほどで構成されている。リーグの冠スポンサー名を付ける場合はザピッチングイン・ノーザンプレミアリーグ（The Pitching In Northern Premier League 2021年時点）。

## 沿革
ノーザン・プレミアリーグ  (英: Northern Premier League 頭字語：NPL) は対照されるサザン・リーグなどイギリス国内の他の2リーグから大きく遅れ、1968年（英語）に設立される。現在の分類に引き比べると、イングランドサッカーのリーグ構成でイスミアンならびに南イングランドと同じ第7部相当である。1960年代末当時、唯一のプロリーグに属さないノン・リーグ（英語）としてイギリスのサッカーリーグ傘下に入り、イングランド北部リーグ（ノーザンリーグ）と対比された。
1970年代から1980年代、NPLは伝統あるライバルたちを追い上げ、イングランド北部のクラブ獲得争いで頭角を表すと、ノーザン・リーグを配下に置くまでになる。アライアンス・プレミアリーグが始動する1979年、NPL自体が上部機構（フィーダーリーグ）となると、イングランドのリーグ制度で1つ格を落とし、また2004年に当時のカンファレンスが地域ディヴィジョンを設けると再び降格、イングランドのサッカーリーグとの間に2レベル隔たることになる。
このリーグのディヴィジョン・ワンは1992–93シーズンから1994–95シーズンにイングランド域外からクラブを2つ受け入れた。この時のカナータウン（英語）（ウェールズ）とグレトナ（英語）（スコットランド）は後年、それぞれの地元のリーグ制に移っていく。他にもNPLに参加したことのあるウェールズのクラブがあり、コルウィンベイとバンガー・シティ、ニュータウンとリルの名がある。
NPL加盟クラブはレベル分けをめぐり、2018年に票決37対27で変更を選択した（棄権1欠席3）。2018–19シーズンを初年として、ステップ4 (第8部相当) を東部と西部に分離させること、2019年にはステップ4に新ディヴィジョンを追加する決定を取り付け、課題であった遠征に伴う移動の不便解消を主眼に、2020年からディヴィジョン・ワンを北西部と南東部に割った。フットボール・アソシエーション (FA＝Football Association) とはNLS変革をめぐる見解の相違が表面化すると、NPLは2021年にディヴィジョンを増やす道を取る。
経年順に変遷をまとめると、次のようになる。（数字はシーズン）
- 1968–69 から 1986–87：プレミアディヴィジョン
- 1987–88 から 2006–07：プレミアディヴィジョン ＋ ディヴィジョン・ワン
- 2007–08 から 2017–18：ディヴィジョン・ワン→同ノース、同サウス（北と南）
- 2018–19：ディヴィジョン・ワン→同イースト、同ウェスト（東と西）
- 2019–20 から 2020–21：ディヴィジョン・ワン→同ノースウェスト、同サウスイースト（北西、南東）
- 2021–22 から：ディヴィジョン・ワン→同ウェスト、同イースト、同ミッドランズ（西、東、中部）

### 後援企業
タイトルスポンサー契約の規模に起因して、ナショナルプレミア・リーグ（NPL）はこれまで、さまざまな冠スポンサー名を頂いてきた。ユニボンド・リーグ（英語）という名称は16年も継続し、世界のサッカー界で最長である。
2010年に後援企業の交代が発表され、試合の冠はEvo-Stikリーグとして2017–18シーズンまで更新された。
NPLは2019年7月8日に同年から2020-21シーズンにかけて、新スポンサーBetVictor（ベットヴィクター社）の後援を取り付けたと発表した。B社との契約は期限前の2020年4月初旬に終わり、2020–21シーズンは暫定的にエンテイン（英語）が後継。この記者発表当時、エンテイン社は旧社名の GVC ホールディングスと名乗っている。後援企業が決まると、NPLは「トライデント・リーグ」Trident Leagues というキャッチフレーズを導入、「ポセイドンの三叉（みつまた）の鉾」を意味するとおり、イスミアンとサウザンとNPLとでサッカー界を牽引していく。

## リーグの入れ替え
毎年7月‐翌年5月を原則的なシーズンとし、そのシーズンの成績において次年度の配属クラスが決まる。
- ナショナルリーグ・ノース－プレミアディビジョン－ディビジョン1･ノース / ディビジョン1･サウス
  - ナショナルリーグ・ノースからは、19位以下の3チームが自動降格
  - ノーザンプレミアリーグ・プレミアディヴィジョンからはリーグ優勝チームがナショナルリーグ・ノースに自動昇格、2-5位の4チームでのプレーオフ勝者チームの計2チームが昇格。
- プレミアディビジョン－ディビジョン1･ノース / ディビジョン1･サウス
  - ノーザンプレミアリーグ・プレミアディヴィジョンからは、下位3チームが自動降格
  - ノーザンプレミアリーグ・ディヴィジョン1・ノースとノーザンプレミアリーグ・ディヴィジョン1・サウスからは、各リーグ優勝チーム1チームが自動昇格、2-5位の4チームのプレーオフ勝者チーム1チームが昇格。
- ディビジョン1･ノース / ディビジョン1･サウス－各地域リーグ
  - ノーザンプレミアリーグ・ディヴィジョン1・ノースとノーザンプレミアリーグ・ディヴィジョン1・サウスからは、17位以下の下位1チームがそれぞれ地域リーグへ自動降格。

## リーグ戦以外の公式戦
- ノーザンプレミアリーグ・プレジデンツカップ
- FAトロフィー

## 所属クラブ
2021-2022シーズンの所属クラブは以下の通り。

### プレミアディヴィジョン
- アシュトン・ユナイテッド
- アザートン・コーリアリーズ（英語版）
- バンバー・ブリッジ（英語版）
- ベイスフォード・ユナイテッド（英語版）
- バクストン
- FCユナイテッド・オブ・マンチェスター
- ゲインズバラ・トリニティ
- グランサム・タウン
- ハイド・ユナイテッド
- ランカスター・シティ（英語版）
- マトロック・タウン
- ミックルオーバー（英語版）
- モーペス・タウン（英語版）
- ナントウィッチ・タウン
- ラドクリフ（英語版）
- スカーブラ・アスレティック（英語版）
- サウス・シールズ（英語版）
- スタッフォード・レンジャーズ
- ステイリブリッジ・セルティック
- ワーリントン・タウン（英語版）
- ウィトビー・タウン
- ウィットン・アルビオン

### ディヴィジョン1・ウェスト
- 1874ノースウィッチ（英語版）
- ブートル（英語版）
- シティ・オブ・リヴァプール（英語版）
- クリザルー（英語版）
- コーン（英語版）
- グロソップ・ノースエンド
- ケンダル・タウン
- キッズグローヴ・アスレティック（英語版）
- リーク・タウン
- マリン
- マーケット・ドレイトン・タウン（英語版）
- ムーズリー（英語版）
- ニューカッスル・タウン（英語版）
- プレスコット・ケーブルズ
- ラムズボトム・ユナイテッド（英語版）
- ランコーン・リネッツ（英語版）
- トラフォード（英語版）
- ウォーリントン・ライランズ1906（英語版）
- ウィドネス（英語版）
- ワーキントン

### ディヴィジョン1・イースト
- ブリッドリントン（英語版）
- ブリッグハウス・タウン（英語版）
- クリーソープス・タウン（英語版）
- ダンストンUTS（英語版）
- フリックリー・アスレティック
- へバーン・タウン（英語版）
- リンカーン・ユナイテッド
- リバーセッジ（英語版）
- マースク・ユナイテッド（英語版）
- オスィット・ユナイテッド（英語版）
- ピッカリン・タウン（英語版）
- ポントフラクト・コーリエリーズ（英語版）
- シェフィールド
- シルドン（英語版）
- ストックスブリッジ・パーク・スティールズ
- ストックトン・タウン（英語版）
- タドカスター・アルビオン（英語版）
- ワークソップ・タウン
- ヨークシャー・アマチュア（英語版）

### ディヴィジョン1・ミッドランズ
- ベドワース・ユナイテッド（英語版）
- ベルパー・タウン（英語版）
- ケンブリッジ・シティ
- カールトン・タウン（英語版）
- チェイスタウン（英語版）
- コールシル・タウン（英語版）
- コービー・タウン
- ダヴェントリー・タウン（英語版）
- ヘールズオウェン・タウン
- ヒストン
- イルクストン・タウン
- ラフバラ・ダイナモ（英語版）
- シェプシェッド・ダイナモ（英語版）
- ソーアム・タウン・レンジャーズ（英語版）
- スポールディン・ユナイテッド（英語版）
- スポーティング・カルサ（英語版）
- スタンフォード
- サットン・コールドフィールド・タウン（英語版）
- ウィズビーチ・タウン（英語版）
- ヤクスリー（英語版）

## 歴代優勝クラブ
20世紀
- 1968-1969 マクルズフィールド・タウン
- 1969-1970 マクルズフィールド・タウン
- 1970-1971 ウィガン・アスレティック
- 1971-1972 スタッフォード・レンジャーズ
- 1972-1973 ボストン・ユナイテッド
- 1973-1974 ボストン・ユナイテッド
- 1974-1975 ウィガン・アスレティック
- 1975-1976 ランコーン
- 1976-1977 ボストン・ユナイテッド
- 1977-1978 ボストン・ユナイテッド
- 1978-1979 モスリー
- 1979-1980 モールジー
- 1980-1981 ランコーン
- 1981-1982 バンガー・シティ
- 1982-1983 ゲーツヘッド
- 1983-1984 バロー
- 1984-1985 スタッフォード・レンジャーズ
- 1985-1986 ゲーツヘッド
- 1986-1987 マクルズフィールド・タウン
- 1987-1988 チョーリー
- 1988-1989 バロー
- 1989-1990 コルネ・ダイナモズ
- 1990-1991 ウィットン・アルビオン
- 1991-1992 ステイリブリッジ・セルティック
- 1992-1993 サウスポート
- 1993-1994 マリン
- 1994-1995 マリン
- 1995-1996 バンバー・ブリッジ
- 1996-1997 リークタウン
- 1997-1998 バロー
- 1998-1999 アルトリンチャム
- 1999-2000 レイRMI
- 2000-2001 ステイリブリッジ・セルティック

21世紀
- 2001-2002 バートン・アルビオン
- 2002-2003 アクリントン・スタンリー
- 2003-2004 ハックナル・タウン
- 2004-2005 ハイド・ユナイテッド
- 2005-2006 ブライス・スパルタンズ
- 2006-2007 バースコー
- 2007-2008 フリートウッド・タウン
- 2008-2009 イーストウッド・タウン
- 2009-2010 ギーズリー
- 2010-2011 ハリファクス・タウン
- 2011-2012 チェスター
- 2012-2013 ノース・フェリビー・ユナイテッド
- 2013-2014 チョーリー
- 2014-2015 ユナイテッド・オブ・マンチェスター
- 2015-2016 ダーリントン1883
- 2016-2017 ブライス・スパルタンズ
- 2017-2018 アルトリンチャム
- 2018-2019 ファースリー・セルティック

### 注
1. ↑  当時のアライアンス・プレミアリーグAlliance Premier Leagueとは、のちのカンファレンス・リーグ、現在のナショナルリーグのこと。
2. ↑  National League Systemとはイギリスのプロサッカー界でイングリッシュフットボールリーグのすぐ下位にある。FA管轄のリーグ。

### 文献
1. ↑  “The Evo-Stik League Northern Premier History” (英語). The Evo-Stik League Northern Premier.   Pitch Hero Ltd. 2013年12月24日時点のオリジナルよりアーカイブ。2013年12月23日閲覧。
2. ↑  “Evo-Stik Northern Premier League Vote For East/West Split” (英語). Pitchero.com. (2018年3月9日)
3. ↑  “NPL to expand with additional division at Step 4” (英語). The Evo-Stik League (Pitch Hero Ltd). (2019年4月24日)
4. ↑  “2019/20 Club Allocations Confirmed” (英語). The Evo-Stik League (Pitch Hero Ltd). (2019年5月19日)
5. ↑  “Update on non-League, women's & grassroots football seasons” (英語). The Football Association. (2020年3月26日) 2020年3月27日閲覧。
6. ↑  Allcock, Alan (2010年5月2日). “Evo-Stik New Sponsors From 2010–2011” (英語). The Evo-Stik League Website.   Pitch Hero Ltd. 2011年3月8日時点のオリジナルよりアーカイブ。2013年12月23日閲覧。
7. ↑  Kirkbride, Philip (2010年5月1日). “Northern Premier League secures new sponsor” (英語). Liverpool Echo. 2010年5月7日閲覧。
8. ↑  Watters, David (2012年5月18日). “Sponsor commits to three more years on night of national honours and celebration” (英語). The Evo-Stik League Northern Premier.   Pitch Hero Ltd. 2012年6月22日時点のオリジナルよりアーカイブ。2012年5月19日閲覧。
9. ↑  Watters, David (2013年12月22日). “Christmas comes early for League!” (英語). The Evo-Stik League Northern Premier.   Pitch Hero Ltd. 2013年12月23日閲覧。
10. ↑  “Evo-Stik Continue Northern Premier League Backing” (英語). Pitchero.com. (2017年6月17日)
11. ↑  “New League sponsor” (英語). BetVictor Northern Premier.   NPL. 2019年7月8日閲覧。
12. ↑  “Introducing 'Pitching In' - the new partner of the Northern Premier League” (英語). Whitby Town FC. (2020年9月3日) 2021年3月4日閲覧。
13. ↑  “Clubs”.   The Pitching in Northern Premier League. 2022年1月26日閲覧。